# Harpalus melancholicus
Harpalus melancholicus es una especie de escarabajo del género Harpalus, familia Carabidae. Fue descrita científicamente por Dejean en 1829.

## Descripción
Mide 8,5-11 mm de longitud. Es de color amarronado oscuro, con tonos negrizos. Su complexión es estrecha y convexa al frente, plano, declinado en el interior de los ángulos posteriores. Cuenta patas con negras, acompañadas de varias marcas claras.
Este escarabajo a menudo es confundido con otros insectos de su mismo género, entre ellos, Harpalus tardus y Harpalus tenebrosus.

## Distribución
Se distribuye por Gran Bretaña, Dinamarca, Suecia, Francia, Bélgica, Países Bajos, Alemania, Austria, Chequia, Hungría, Polonia, Estonia, Letonia, Lituania, Ucrania, Portugal, España, Italia, Eslovenia, Croacia, Bosnia y Herzegovina, Yugoslavia, Albania, Grecia, Bulgaria, Rumania, Moldavia, Argelia, Turquía, Irán, Georgia, Armenia, Azerbaiyán, Turkmenistán y Rusia.